# Zuara
Zuara (in arabo زوارة‎?, Zuwārah; in berbero: At Willul) è una città della Libia nord-occidentale, capoluogo del distretto di al-Nuqat al-Khams, nella regione della Tripolitania. 
La città si trova in una oasi sul mar Mediterraneo nella pianura della Gefara. Centro agricolo (cereali, datteri, olivo, sparto) e marinaro (pesca delle spugne e del tonno).

## Geografia
Zuara è situata a 108 km a ovest di Tripoli e 60 km a est del confine con la Tunisia.

## Storia
Le prime notizie su Zuara risalgono ad un Atlante catalano di navigazione a vela del 1375, che ne parla come Punta dar Zoyara. Successivamente viene citata dal geografo arabo Leone l'Africano, che ne parla in un libro sulla Descrizione dell'Africa del 1550.
Le tradizioni orali (riportate, tra gli altri da Mitchell 2007: 195-6) vogliono che i fondatori della città siano stati due algerini, di nome 'Isa e 'Aṭṭuš, capostipiti degli odierni Ind 'Isa e Ind 'Attush, che avrebbero convinto a trasferirvisi una persona istruita (a'azzab) di Djerba, capostipite a sua volta degli I'azzaben (il cui cognome è stato fissato in Azzabi allo stato civile).
12 sarebbero le "tribù" (taqbilt) o gruppi famigliari che componevano la popolazione indigena di Zuara, di 10 delle quali Mitchell (op. cit.) fornisce i nomi:
1. Ind 'Attush e
2. Ind 'Isa (le due più antiche e popolose)
3. At Lellu
4. Ind Mansur
5. At Zeffur
6. I'azzaben
7. Ind Jbara
8. N Farwa (probabilmente originari da Farwa, una penisola poco distante)
9. Lansar (considerati una recente ramificazione degli At Lellu)
10. Ind D Ugazzul

Durante la guerra italo-turca nel gennaio 1912, un primo tentativo di conquistare la città andò a vuoto. Successivamente il 9 aprile fu bombardata via mare. Finalmente, il 6 agosto le truppe del generale Vincenzo Garioni si congiunsero con la brigata del generale Giulio Cesare Tassoni, sbarcata nei pressi di Zuara e composta dal 34°, dal 57º fanteria, da un battaglione alpini e da alcuni reparti di artiglieria. Le truppe entrarono poi nell'oasi senza incontrare resistenza..
Durante la prima guerra mondiale, a seguito della rivolta dei Senussi del 1915, il governo italiano decise un ripiegamento da alcuni presidi, fra cui Zuara, che fu abbandonata il 17 luglio. Rioccupata il 18 maggio 1916 costituì base per alcune incursioni su Agelat e Sorman e per altre successive importanti azioni. Nel settembre 1916 la Squadriglia di Tripoli del Corpo Aeronautico dotata di Farman 14 crea un campo volo distaccato a Zuara e nel dicembre 1918 la 104ª Squadriglia è inquadrata come squadriglia Mista Farman di Bengasi con una Sezione a Zuara rimanendo anche nel dopoguerra per il presidio e la riconquista della colonia.
Al termine del conflitto, dopo la riconquista italiana dei territori precedentemente abbandonati, venne realizzata la linea ferroviaria Tripoli - Zuara, (oggi dismessa) che venne inaugurata il 4 aprile 1920.
Dal 20 novembre 1942 arriva la 122ª Squadriglia della Regia Aeronautica che resta fino alla metà di gennaio 1943.

## Zuara sulle rotte degli immigranti
Negli ultimi anni Zuara è divenuta un importante punto di imbarco per i migranti africani che dalla Libia raggiungono le coste lampedusane e siciliane. Viaggiano su vecchi pescherecci ma anche su piccole barche in vetroresina e gommoni tipo Zodiac, specialmente negli ultimi anni. L'immigrazione clandestina coinvolge flussi misti di migranti economici e rifugiati politici. I viaggi sono organizzati da intermediari, chiamati passeur in francese e dallala in amarico, alcuni della nazionalità dei migranti, altri libici. Buona parte dei 21.400 migranti arrivati in Sicilia nel 2006 si erano imbarcati da questi litorali. Le principali nazionalità nel 2006 sono state: 8.146 marocchina, 4.200 egiziana, 2.859 eritrea e 2.288 tunisina.
Le testimonianze dei viaggi svelano una rete di passeur organizzata al meglio. Nella quasi totalità dei casi non si tratta di tratta di esseri umani, perché i passeggeri non sono venduti, ma decidono deliberatamente di affidarsi ai passeur per raggiungere l'Europa, non avendo altri modi legali per farlo [senza fonte].

## Cultura
È abitata in prevalenza da popolazioni berbere di religione islamica, ma di culto ibadita, che hanno conservato la loro lingua originale, un dialetto particolare, che presenta somiglianze soprattutto con quello di Gerba (Tunisia) e in minor misura con quello nefusi.

## Infrastrutture e trasporti
Nella città è presente l'aeroporto di Zuara.